# Comuna Pniv, Nadvirna
Pniv (în ucraineană Пнів) este o comună în raionul Nadvirna, regiunea Ivano-Frankivsk, Ucraina, formată din satele Bilozorîna, Mozolivka și Pniv (reședința).

## Demografie
Componența lingvistică a comunei Pniv
     Ucraineană (99,77%)
     Alte limbi (0,24%)
Conform recensământului din 2001, majoritatea populației comunei Pniv era vorbitoare de ucraineană (99,77%), existând în minoritate și vorbitori de alte limbi.